# Requisitos de visto para cidadãos brasileiros

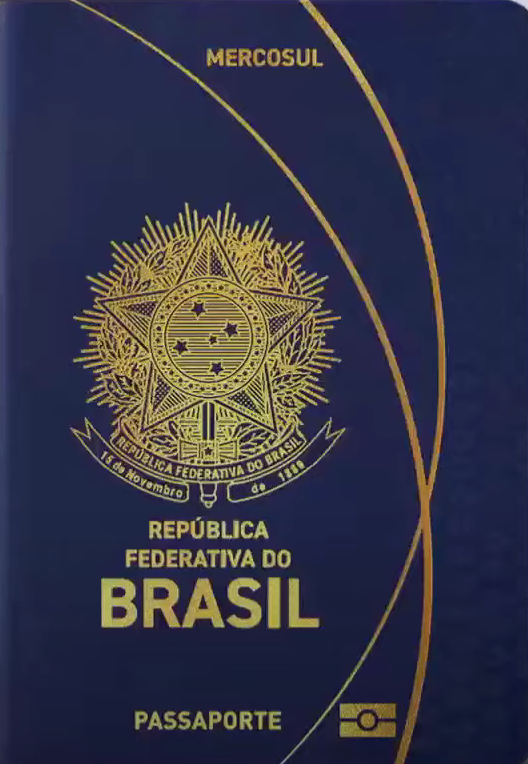
Um passaporte brasileiro (Capa do passaporte desde 03 de outubro de 2023).

Os requisitos de visto para cidadãos brasileiros são restrições administrativas de entrada impostas por autoridades de outros estados aos cidadãos do Brasil. 
Em julho de 2025, os cidadãos brasileiros tinham acesso sem visto ou visto na chegada a 170 países e territórios, classificando o passaporte brasileiro no 16º lugar em termos de liberdade de viagem, de acordo com o Henley Passport Index,empatado com os passaportes de Argentina e San Marino.

## Mapa com os requisitos de visto

Requisitos de visto para cidadãos portadores do passaporte brasileiro comum
República Federativa do Brasil
Liberdade de movimento
Viagem com Carteira de Identidade Nacional
Isenção de visto / eVisa / eTA / ESTA
Visto disponível tanto na chegada quanto online
Visto disponível na chegada
Visto eletrônico (eVisa)
Visto obrigatório

## Requisitos de visto

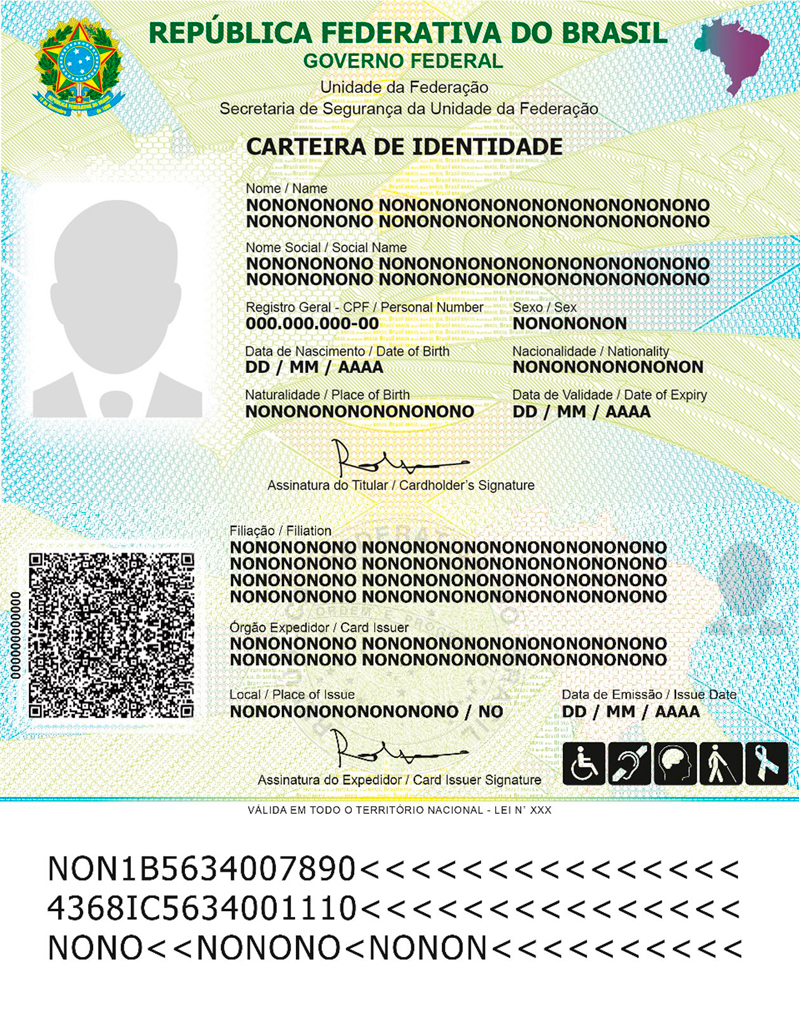
Uma cédula de identidade brasileira

É considerada válida como documento de viagem para quase todo o países sul-americanos.
Os estados membros do Mercosul, Argentina, Bolívia, Brasil, Paraguai e Uruguai, juntamente com a maioria dos outros países sul-americanos (conforme mostrado abaixo) nem sequer exigem um passaporte brasileiro; a carteira de identidade brasileira nacional ou estatal é suficiente para entrada em todos os estados membros e associados do Mercosul (com exceção da Guiana e do Suriname).
Contudo, o bilhete de identidade deve estar em bom estado, não deve ter caducado e o titular deve ser claramente reconhecível na fotografia.
Os brasileiros do Mercosul têm acesso ilimitado a qualquer um dos membros plenos (Argentina, Bolívia, Paraguai e Uruguai) e membros associados (Chile, Colômbia, Equador e Peru) com direito a residência e trabalho, sem outro requisito além da nacionalidade. Cidadãos desses nove países (incluindo o Brasil) podem solicitar a concessão de "residência temporária" por até dois anos em outro país do bloco.  Em seguida, eles podem solicitar "residência permanente" pouco antes de expirar o prazo de sua "residência temporária".
Os brasileiros podem solicitar a condição de residente permanente legal na Argentina e no Uruguai a qualquer momento. Nenhum status de residente temporário anterior é necessário.
| Afeganistão                                   | Requer visto                             |                   | | √       |  |   |
| África do Sul                                 | Não requer visto                         | 90 dias           | - O prazo de validade do passaporte não deve ser inferior a 30 dias após a data prevista de saída da África do Sul. - Portadores de passaportes que não tenham ao menos 2 páginas em branco poderão ter a entrada recusada. - Obrigatória a apresentação do Certificado Internacional de Vacinação. | √       |  |   |
| Albânia                                       | Não requer visto                         | 90 dias           | | √       |  |   |
| Alemanha                                      | Não requer visto                         | 90 dias           | - 90 dias durante um período de 180 após a data da primeira entrada no Espaço Schengen | √       |  |   |
| Andorra                                       | Não requer visto                         |                   | | √       |  |   |
| Angola                                        | Não requer visto                         | 30 dias           | - 30 dias para cada entrada. Permanência total máxima de 90 dias no período de um ano. - Os visitantes devem ter uma passagem de retorno/continuação da viagem e uma confirmação de reserva de hotel. - Obrigatória a apresentação do Certificado Internacional de Vacinação. | X       |  |   |
| Antígua e Barbuda                             | Não requer visto                         | 6 meses           | | √       |  |   |
| Arábia Saudita                                | Requer visto                             |                   | | √       |  |   |
| Argélia                                       | Requer visto                             |                   | - Os viajantes podem ter sua entrada negada se apresentarem um passaporte que contenha vistos ou carimbos emitidos por Israel. | √       |  |   |
| Argentina                                     | Liberdade de movimento                   |                   | - Em viagens para turismo, o passaporte é dispensado desde que seja apresentada cédula de identidade emitida há menos de 10 anos e cuja fotografia ainda identifique plenamente o titular. - O posto fronteiriço terrestre de Puerto Iguazú também permite a entrada com a CNH de turistas que ficarão menos de 24 horas, mas é necessário ter a carteira de identidade para ir a outras cidades. - Brasileiros podem morar e trabalhar legalmente na Argentina sob o acordo de imigração do Mercosul (e Países Associados) sem nenhuma exigência além de ser cidadão nato ou naturalizado há mais de 5 anos e passar por uma verificação de antecedentes. - Brasileiros podem solicitar residência permanente legal na Argentina a qualquer momento. | √       |  |   |
| Armênia                                       | Não requer visto                         | 180 dias          | | √       |  |   |
| Austrália                                     | Requer visto                             |                   | - Pode-se solicitar o visto online (Online Visitor e600 visa). | √       |  |   |
| Áustria                                       | Não requer visto                         | 90 dias           | - 90 dias durante um período de 180 após a data da primeira entrada no Espaço Schengen | √       |  |   |
| Azerbaijão                                    | eVisa                                    | 30 dias           | - Cidadãos armênios são proibidos de entrar no território do país. Pessoas de descendência armênia, ou o simples fato de possuir um sobrenome que soe armênio, podem ter sua entrada negada no Azerbaijão. | X       |  |   |
| Bahamas                                       | Não requer visto                         | 3 meses           | | √       |  |   |
| Bahrein                                       | eVisa / Visto na chegada                 | 14 dias           | - Também é possível obter o visto online - Visto na chegada disponível apenas para chegadas no Aeroporto Internacional do Barém | X       |  |   |
| Bangladesh                                    | Requer visto                             |                   | | √       |  |   |
| Barbados                                      | Não requer visto                         | 6 meses           | | √       |  |   |
| Bélgica                                       | Não requer visto                         | 90 dias           | - 90 dias durante um período de 180 após a data da primeira entrada no Espaço Schengen | √       |  |   |
| Belize                                        | Não requer visto                         | 90 dias           | | √       |  |   |
| Benim                                         | eVisa / Visto na chegada                 | 30 dias / 8 dias  | - Obrigatória a apresentação do Certificado Internacional de Vacinação. | X       |  |   |
| Bielorrússia                                  | Não requer visto                         | 90 dias           | - 90 dias dentro de qualquer período do ano. | √       |  |   |
| Bolívia                                       | Liberdade de movimento                   |                   | - Em viagens para turismo, o passaporte é dispensado desde que seja apresentada cédula de identidade emitida há menos de 10 anos e cuja fotografia ainda identifique plenamente o titular. - Brasileiros podem morar e trabalhar legalmente na Bolívia sob o acordo de imigração do Mercosul (e Países Associados) sem nenhuma exigência além de ser cidadão nato ou naturalizado há mais de 5 anos e passar por uma verificação de antecedentes. | √       |  |   |
| Bósnia e Herzegovina                          | Não requer visto                         | 90 dias           | - 90 dias dentro de qualquer período de 6 meses. | √       |  |   |
| Botswana                                      | Não requer visto                         | 90 dias           | | √       |  |   |
| Brunei                                        | Requer visto                             |                   | | √       |  |   |
| Bulgária                                      | Não requer visto                         | 3 meses           | - 3 meses dentro de um período de 6 meses no Espaço Schengen. | √       |  |   |
| Burkina Faso                                  | Visto na chegada                         | 1 mês             | - Obrigatória a apresentação do Certificado Internacional de Vacinação. | X       |  |   |
| Burundi                                       | Visto na chegada                         | 1 mês             | | X       |  |   |
| Butão                                         | Requer visto                             |                   | - Taxa de Desenvolvimento Sustentável (SDF) de 200 dólares por dia para quase todos os visitantes do Butão. | √       |  |   |
| Cabo Verde                                    | Não requer visto                         | 30 dias           | - Necessário registrar-se online pelo menos cinco dias antes da chegada. | X       |  |   |
| Camarões                                      | Requer visto                             |                   | - Obrigatória a apresentação do Certificado Internacional de Vacinação. | √       |  |   |
| Camboja                                       | eVisa / Visto na chegada                 | 30 dias           | - Também é possível obter o visto online | X       |  |   |
| Canadá                                        | Requer visto                             |                   | - Cidadãos brasileiros que tenham recebido um visto canadense nos últimos 10 anos ou que possuam um visto de não-imigrante válido dos Estados Unidos podem entrar no Canadá apenas com um eTA (Autorização Eletrônica de Viagem) quando chegarem de avião. | √       |  |   |
| Catar                                         | Não requer visto                         | 90 dias           | | √       |  |   |
| Cazaquistão                                   | Não requer visto                         | 30 dias           | - 30 dias dentro de qualquer período do ano. - Permissão especial necessária para a cidade de Baikonur e arredores na região de Kyzylorda e para a cidade de Gvardeyskiy, perto de Almati. | √       |  |   |
| Chade                                         | Requer visto                             |                   | - Obrigatória a apresentação do Certificado Internacional de Vacinação. | √       |  |   |
| Chile                                         | Liberdade de movimento                   |                   | - Em viagens para turismo, o passaporte é dispensado desde que seja apresentada cédula de identidade emitida há menos de 10 anos e cuja fotografia ainda identifique plenamente o titular. - Brasileiros podem morar e trabalhar legalmente no Chile sob o acordo de imigração do Mercosul (e Países Associados) sem nenhuma exigência além de ser cidadão nato ou naturalizado há mais de 5 anos e passar por uma verificação de antecedentes. | √       |  |   |
| China                                         | Não requer visto                         | 30 dias           | - Não requer visto de 1 de junho de 2025 a 31 de maio de 2026 - Não é necessário visto quando em trânsito por até 24 horas pela China (exceto quando se chega por Fuzhou, Huangshan, Mudanjiang, Shenzhen ou Yanji). - Não é necessário visto quando em trânsito por até 72 horas por Changsha, Guilin e Harbin. - Não é necessário visto quando em trânsito por até 144 horas por Chengdu, Chongqing, Dalian, Guangzhou, Hangzhou, Jieyang, Kunming, Nanjing, Ningbo, Pequim, Qingdao, Qinhuangdao, Shenyang, Shenzhen, Shijiazhuang, Tianjin, Wuhan, Xangai, Xiamen e Xi'an. - Hong Kong, Macau e Taiwan contam como terceiros países para as políticas de trânsito sem visto (TWOV) de 24, 72 e 144 horas.                                         | √       |  |   |
| Chipre                                        | Não requer visto                         | 90 dias           | - 90 dias dentro de qualquer período de 180 dias. | √       |  |   |
| Colômbia                                      | Liberdade de movimento                   |                   | - Em viagens para turismo, o passaporte é dispensado desde que seja apresentada cédula de identidade emitida há menos de 10 anos e cuja fotografia ainda identifique plenamente o titular. - Brasileiros podem morar e trabalhar legalmente na Colômbia sob o acordo de imigração do Mercosul (e Países Associados) sem nenhuma exigência além de ser cidadão nato ou naturalizado há mais de 5 anos e passar por uma verificação de antecedentes. | √       |  |   |
| Comores                                       | Visto na chegada                         | 45 dias           | | X       |  |   |
| República do Congo                            | Requer visto                             |                   | - Obrigatória a apresentação do Certificado Internacional de Vacinação. | √       |  |   |
| República Democrática do Congo                | eVisa                                    | 7 dias            | - Obrigatória a apresentação do Certificado Internacional de Vacinação. | X       |  |   |
| Coreia do Norte                               | Requer visto                             |                   | | √       |  |   |
| Coreia do Sul                                 | Autorização Eletrônica de Viagem (eTA)   | 90 dias           | - O Korea K-ETA é exigido desde setembro de 2021 a uma taxa de 10.000 KRW por pessoa. | √       |  |   |
| Costa do Marfim                               | eVisa                                    | 3 meses           | - Portadores de eVisa devem chegar pelo Aeroporto Port Bouet. - Obrigatória a apresentação do Certificado Internacional de Vacinação. | X       |  |   |
| Costa Rica                                    | Não requer visto                         | 90 dias           | | √       |  |   |
| Croácia                                       | Não requer visto                         | 90 dias           | - 90 dias durante um período de 180 após a data da primeira entrada no Espaço Schengen | √       |  |   |
| Cuba                                          | Visto eletrônico                         | 90 dias           | - O visto de turismo é válido para apenas uma entrada em Cuba por um período de até 90 dias - Prorrogação de estadia possível por mais 90 dias. | √       |  |   |
| Dinamarca                                     | Não requer visto                         | 90 dias           | - 90 dias durante um período de 180 após a data da primeira entrada no Espaço Schengen | √       |  |   |
| Djibouti                                      | eVisa                                    | 31 dias           | | X       |  |   |
| Dominica                                      | Não requer visto                         | 3 meses           | | √       |  |   |
| Egito                                         | Visto na chegada                         | 30 dias           | | X       |  |   |
| El Salvador                                   | Não requer visto                         | 3 meses           | | √       |  |   |
| Emirados Árabes Unidos                        | Não requer visto                         | 90 dias           | - 90 dias dentro de qualquer período de 12 meses. period. | √       |  |   |
| Equador                                       | Liberdade de movimento                   |                   | - Em viagens para turismo, o passaporte é dispensado desde que seja apresentada cédula de identidade emitida há menos de 10 anos e cuja fotografia ainda identifique plenamente o titular. - Brasileiros podem morar e trabalhar legalmente no Equador sob o acordo de imigração do Mercosul (e Países Associados) sem nenhuma exigência além de ser cidadão nato ou naturalizado há mais de 5 anos e passar por uma verificação de antecedentes. | √       |  |   |
| Eritreia                                      | Requer visto                             |                   | | √       |  |   |
| Eslováquia                                    | Não requer visto                         | 90 dias           | - 90 dias durante um período de 180 após a data da primeira entrada no Espaço Schengen | √       |  |   |
| Eslovênia                                     | Não requer visto                         | 90 dias           | - 90 dias durante um período de 180 após a data da primeira entrada no Espaço Schengen | √       |  |   |
| Espanha                                       | Não requer visto                         | 90 dias           | - 90 dias durante um período de 180 após a data da primeira entrada no Espaço Schengen | √       |  |   |
| Essuatíni                                     | Não requer visto                         | 30 dias           | | X       |  |   |
| Estados Unidos                                | Requer visto                             |                   | - Vistos de turismo são emitidos com validade de até 10 anos. | √       |  |   |
| Estônia                                       | Não requer visto                         | 90 dias           | - 90 dias durante um período de 180 após a data da primeira entrada no Espaço Schengen | √       |  |   |
| Etiópia                                       | eVisa                                    | até 90 dias       | - O visto na chegada só pode ser obtido no Aeroporto Internacional Bole, em Addis Abeba. - Os titulares de eVisa devem chegar pelo Aeroporto Internacional Bole. - Os eVisas estão disponíveis para estadas de 30 ou 90 dias. | X       |  |   |
| Fiji                                          | Não requer visto                         | 4 meses           | | √       |  |   |
| Filipinas                                     | Não requer visto                         | 59 dias           | | √       |  |   |
| Finlândia                                     | Não requer visto                         | 90 dias           | - 90 dias durante um período de 180 após a data da primeira entrada no Espaço Schengen | √       |  |   |
| França                                        | Não requer visto                         | 90 dias           | - 90 dias durante um período de 180 após a data da primeira entrada no Espaço Schengen - Normalmente é necessário um visto para a Guiana Francesa, mas aplicam-se algumas isenções (consulte a seção sobre a Guiana Francesa abaixo) | √       |  |   |
| Gabão                                         | eVisa                                    |                   | - Os titulares de eVisa devem chegar pelo Aeroporto Internacional de Libreville. - Obrigatória a apresentação do Certificado Internacional de Vacinação. | X       |  |   |
| Gâmbia                                        | Requer visto                             |                   | - Uma autorização de entrada deve ser obtida da Imigração de Gâmbia antes da viagem. - Obrigatória a apresentação do Certificado Internacional de Vacinação. | X       |  |   |
| Gana                                          | Requer visto                             |                   | - Obrigatória a apresentação do Certificado Internacional de Vacinação. | √       |  |   |
| Geórgia                                       | Não requer visto                         | 1 ano             | | √       |  |   |
| Granada                                       | Não requer visto                         | 3 meses           | - Desde 1º de dezembro de 2020, todos os viajantes para Granada devem preencher um formulário on-line para receber um certificado de autorização de viagem segura pura (Pure Safe Travel Authorization Certificate) para entrar no país. | √       |  |   |
| Grécia                                        | Não requer visto                         | 90 dias           | - 90 dias durante um período de 180 após a data da primeira entrada no Espaço Schengen | √       |  |   |
| Guatemala                                     | Não requer visto                         | 90 dias           | | √       |  |   |
| Guiana                                        | Não requer visto                         | 3 meses           | - Visitas rápidas à cidade fronteiriça de Lethem são possíveis com uma cédula de identidade válida e um certificado de vacinação contra COVID-19. - Guiana e Suriname, mesmo que Estados Associados ao Mercosul, não fazem parte do acordo que permite a entrada de brasileiros em outros territórios apenas portando o RG. | √       |  |   |
| Guiné                                         | eVisa                                    | 90 dias           | - Obrigatória a apresentação do Certificado Internacional de Vacinação. | X       |  |   |
| Guiné-Bissau                                  | eVisa / Visto na chegada                 | 90 dias           | | X       |  |   |
| Guiné Equatorial                              | Requer visto                             |                   | - Visto pode ser solicitado online. - Obrigatória a apresentação do Certificado Internacional de Vacinação. | √       |  |   |
| Haiti                                         | Não requer visto                         | 3 meses           | | X       |  |   |
| Honduras                                      | Não requer visto                         | 3 meses           | | √       |  |   |
| Hungria                                       | Não requer visto                         | 90 dias           | - 90 dias durante um período de 180 após a data da primeira entrada no Espaço Schengen | √       |  |   |
| Iêmen                                         | Requer visto                             |                   | | √       |  |   |
| Ilhas Marshall                                | Visto na chegada                         | 90 dias           | | X       |  |   |
| Ilhas Salomão                                 | Permissão de visita na chegada           | 3 meses           | | X       |  |   |
| Índia                                         | eVisa                                    | 30 dias           | - Portadores de eVisa devem chegar por 31 aeroportos ou 5 portos marítimos. - Um eVisa indiano só pode ser obtido duas vezes em um ano civil. - Estrangeiros de origem paquistanesa ou portadores de passaporte paquistanês não são elegíveis para o eVisa. Estrangeiros que não sejam cidadãos paquistaneses, mas cujos pais ou avós (paternos ou maternos) nasceram ou foram residentes permanentes no Paquistão, também não são elegíveis para o e-Visa. | X       |  |   |
| Indonésia                                     | Visto na chegada                         | 30 dias           | | √       |  |   |
| Irã                                           | eVisa                                    | 30 dias           | | X       |  |   |
| Iraque                                        | Visto eletrônico                         | 30 dias           | | X       |  |   |
| Irlanda                                       | Não requer visto                         | 90 dias           | | √       |  |   |
| Islândia                                      | Não requer visto                         | 90 dias           | - 90 dias durante um período de 180 após a data da primeira entrada no Espaço Schengen | √       |  |   |
| Israel                                        | Não requer visto                         | 3 meses           | - Entrada proibida a qualquer pessoa “que tenha conscientemente feito uma convocação pública para boicotar Israel". | √       |  |   |
| Itália                                        | Não requer visto                         | 90 dias           | - 90 dias durante um período de 180 após a data da primeira entrada no Espaço Schengen | √       |  |   |
| Jamaica                                       | Não requer visto                         | 6 meses           | - 90 dias (negócios), 6 meses (turismo) | √       |  |   |
| Japão                                         | Não requer visto                         | 90 dias           | - Desde o dia 30 de setembro de 2023, o Japão iniciou a medida de isenção de visto para cidadãos brasileiros, portadores de passaporte comum eletrônico, que tenha por finalidade atividades de curta duração e que não seja superior a 90 dias, a partir do momento da entrada no país. | √       |  |   |
| Jordânia                                      | Visto na chegada                         |                   | - Aplicam-se condições. | X       |  |   |
| Kiribati                                      | Requer visto                             |                   | | √       |  |   |
| Kuwait                                        | Requer visto                             |                   | | √       |  |   |
| Laos                                          | eVisa / Visto na chegada                 | 30 dias           | - 17 das 31 passagens de fronteira estão abertas apenas para portadores de visto. - O e-Visa pode ser usado para entrar no Laos pelos aeroportos internacionais de Luang Prabang, Pakxe e Vientiane, 3 Pontes de Amizade Tailândia-Laos e em Boten (rodoviária e ferroviária). - O visto na chegada está disponível nos aeroportos internacionais de Luang Prabang, Pakxe e Vientiane, nas 4 Pontes de Amizade Tailândia-Laos e em 6 passagens de fronteira. - O visto na chegada pode ser prorrogado por mais 60 dias no Departamento de Imigração em Vientiane. | X       |  |   |
| Lesoto                                        | eVisa                                    |                   | | X       |  |   |
| Letônia                                       | Não requer visto                         | 90 dias           | - 90 dias durante um período de 180 após a data da primeira entrada no Espaço Schengen | √       |  |   |
| Líbano                                        | Visto gratuito na chegada                | 1 mês             | - Aos turistas ou empresários brasileiros é concedido um visto na chegada, de múltiplas entradas, válido por 90 dias apenas para fins turísticos e renovável uma vez mediante aprovação da Direção-Geral de Segurança-Geral. Este visto, porém, não deve exceder 90 dias. | X       |  |   |
| Libéria                                       | Requer visto                             |                   | - Obrigatória a apresentação do Certificado Internacional de Vacinação. | √       |  |   |
| Líbia                                         | Visto eletrônico                         | Até 30 dias       | - Extensão de visto possível. | X       |  |   |
| Liechtenstein                                 | Não requer visto                         | 90 dias           | - 90 dias durante um período de 180 após a data da primeira entrada no Espaço Schengen | √       |  |   |
| Lituânia                                      | Não requer visto                         | 90 dias           | - 90 dias durante um período de 180 após a data da primeira entrada no Espaço Schengen | √       |  |   |
| Luxemburgo                                    | Não requer visto                         | 90 dias           | - 90 dias durante um período de 180 após a data da primeira entrada no Espaço Schengen | √       |  |   |
| Macedônia do Norte                            | Não requer visto                         | 90 dias           | | √       |  |   |
| Madagascar                                    | eVisa / Visto na chegada                 | 60 dias           | | X       |  |   |
| Malásia                                       | Não requer visto                         | 3 meses           | - Delitos de imigração, como ficar mais tempo que o permitido pelo visto, são passíveis de punição com multa e/ou prisão de até cinco anos. | √       |  |   |
| Malawi                                        | eVisa / Visto na chegada                 | 30 dias           | - Extensível por um total de 90 dias. | X       |  |   |
| Maldivas                                      | Visto gratuito na chegada                | 30 dias           | | X       |  |   |
| Mali                                          | Requer visto                             |                   | - Obrigatória a apresentação do Certificado Internacional de Vacinação. | √       |  |   |
| Malta                                         | Não requer visto                         | 90 dias           | - 90 dias durante um período de 180 após a data da primeira entrada no Espaço Schengen | √       |  |   |
| Marrocos                                      | Não requer visto                         | 3 meses           | | √       |  |   |
| Maurício                                      | Não requer visto                         | 90 dias           | | X       |  |   |
| Mauritânia                                    | Visto na chegada                         |                   | - Disponível no Aeroporto Internacional Nuaquexote-Oumtounsy. - Obrigatória a apresentação do Certificado Internacional de Vacinação. | X       |  |   |
| México                                        | Requer visto                             |                   | - Não requer visto para portadores de visto válido ou residência permanente emitidos pelos Canadá, Chile, Colômbia, Espaço Schengen, Estados Unidos, Japão ou Reino Unido. - Turistas que viajam por mar em navios de cruzeiro podem ficar até 7 dias sem visto no porto de chegada. | 30 dias |  | X |
| Moçambique                                    | Visto na chegada                         | 30 dias           | | X       |  |   |
| Moldávia                                      | Não requer visto                         | 90 dias           | - 90 dias dentro de qualquer período de 180 dias. | X       |  |   |
| Mônaco                                        | Não requer visto                         |                   | | √       |  |   |
| Mongólia                                      | Não requer visto                         | 90 dias           | - 90 dias dentro de qualquer período de 180 dias. | √       |  |   |
| Montenegro                                    | Não requer visto                         | 90 dias           | | √       |  |   |
| Myanmar                                       | eVisa                                    | 28 dias           | - Os portadores de eVisa devem chegar pelos aeroportos de Rangum, Nepiedó ou Mandalay ou pelas fronteiras terrestres com a Tailândia — Tachileik, Myawaddy e Kawthaung ou Índia — Rih Khaw Dar e Tamu. - eVisa disponível para fins de turismo ou negócios. | X       |  |   |
| Namíbia                                       | Não requer visto                         | 3 meses           | | √       |  |   |
| Nauru                                         | Requer visto                             |                   | | √       |  |   |
| Nepal                                         | Visto na chegada                         | 90 dias           | | X       |  |   |
| Nicarágua                                     | Não requer visto                         | 90 dias           | | √       |  |   |
| Níger                                         | Requer visto                             |                   | - Obrigatória a apresentação do Certificado Internacional de Vacinação. | √       |  |   |
| Nigéria                                       | Requer visto                             |                   | | √       |  |   |
| Noruega                                       | Não requer visto                         | 90 dias           | - 90 dias durante um período de 180 após a data da primeira entrada no Espaço Schengen | √       |  |   |
| Nova Zelândia                                 | Autoridade Eletrônica de Viagem          | 3 meses           | - A Taxa de Turismo e Conservação de Visitantes Internacionais deve ser paga ao solicitar uma Autoridade Eletrônica de Viagem. - Os titulares de Visto de Residente Permanente Australiano ou Visto de Retorno de Residente podem receber um Visto de Residente da Nova Zelândia na chegada, permitindo estadia indefinida (de acordo com o Trans-Tasman Travel Arrangement), sujeito ao cumprimento dos requisitos de caráter e obtenção de uma Autoridade Eletrônica de Viagem antes da partida. Esses viajantes não são obrigados a pagar a Taxa de Turismo e Conservação de Visitantes Internacionais. | √       |  |   |
| Omã                                           | Não requer visto / eVisa                 | 14 dias / 30 dias | | X       |  |   |
| Países Baixos                                 | Não requer visto                         | 90 dias           | - 90 dias durante um período de 180 após a data da primeira entrada no Espaço Schengen | √       |  |   |
| Palau                                         | Visto gratuito na chegada                | 30 dias           | | X       |  |   |
| Panamá                                        | Não requer visto                         | 180 dias          | | √       |  |   |
| Papua Nova Guiné                              | eVisa / Visto na chegada                 | 60 dias           | - O visto na chegada está atualmente suspenso. | X       |  |   |
| Paquistão                                     | Visto eletrônico                         | 90 dias           | - Autorização Eletrônica de Viagem para obter um visto na chegada para fins turísticos. - Autorização Eletrônica de Viagem para obter um visto na chegada para fins de negócios. - Elegível para visto online. - Emitido sem custos desde agosto de 2024. | X       |  |   |
| Paraguai                                      | Liberdade de movimento                   |                   | - Em viagens para turismo, o passaporte é dispensado desde que seja apresentada cédula de identidade emitida há menos de 10 anos e cuja fotografia ainda identifique plenamente o titular. - Brasileiros podem morar e trabalhar legalmente no Paraguai sob o acordo de imigração do Mercosul (e Países Associados) sem nenhuma exigência além de ser cidadão nato ou naturalizado há mais de 5 anos e passar por uma verificação de antecedentes. | √       |  |   |
| Peru                                          | Liberdade de movimento                   |                   | - Em viagens para turismo, o passaporte é dispensado desde que seja apresentada cédula de identidade emitida há menos de 10 anos e cuja fotografia ainda identifique plenamente o titular. - Brasileiros podem morar e trabalhar legalmente no Peru sob o acordo de imigração do Mercosul (e Países Associados) sem nenhuma exigência além de ser cidadão nato ou naturalizado há mais de 5 anos e passar por uma verificação de antecedentes. | √       |  |   |
| Polônia                                       | Não requer visto                         | 90 dias           | - 90 dias durante um período de 180 após a data da primeira entrada no Espaço Schengen | √       |  |   |
| Portugal                                      | Não requer visto                         | 90 dias           | - 90 dias durante um período de 180 após a data da primeira entrada no Espaço Schengen | √       |  |   |
| Quênia                                        | eVisa                                    | 90 dias           | - Obrigatória a apresentação do Certificado Internacional de Vacinação. | X       |  |   |
| Quirguistão                                   | Não requer visto                         | 60 dias           | 60 dias dentro de um período de 120 dias | X       |  |   |
| Reino Unido e Dependências da Coroa Britânica | Autorização Eletrônica de Viagem (eTA)   | 6 meses           | | √       |  |   |
| República Centro-Africana                     | Requer visto                             |                   | - Obrigatória a apresentação do Certificado Internacional de Vacinação. | √       |  |   |
| República Dominicana                          | Não requer visto                         | 90 dias           | | √       |  |   |
| Romênia                                       | Não requer visto                         | 3 meses           | - 3 meses dentro de um período de 6 meses no Espaço Schengen. | √       |  |   |
| Ruanda                                        | eVisa / Visto na chegada                 | 30 dias           | | X       |  |   |
| Rússia                                        | Não requer visto                         | 90 dias           | - 90 dias dentro de qualquer período de 180 dias. | √       |  |   |
| Samoa                                         | Permissão de entrada gratuita na chegada | 60 dias           | | X       |  |   |
| San Marino                                    | Não requer visto                         |                   | | √       |  |   |
| Santa Lúcia                                   | Não requer visto                         | 6 semanas         | | X       |  |   |
| São Cristóvão e Névis                         | Autorização Eletrônica de Viagem (eTA)   | 3 meses           | | √       |  |   |
| São Tomé e Príncipe                           | Não requer visto                         | 15 dias           | - Obrigatória a apresentação do Certificado Internacional de Vacinação. | X       |  |   |
| São Vicente e Granadinas                      | Não requer visto                         | 90 dias           | | √       |  |   |
| Senegal                                       | Não requer visto                         | 90 dias           | - Obrigatória a apresentação do Certificado Internacional de Vacinação. | X       |  |   |
| Serra Leoa                                    | Visto na chegada                         |                   | - Obrigatória a apresentação do Certificado Internacional de Vacinação. | X       |  |   |
| Sérvia                                        | Não requer visto                         | 90 dias           | | √       |  |   |
| Seychelles                                    | Não requer visto                         | 90 dias           | - 90 dias a cada período de 180 dias. | √       |  |   |
| Singapura                                     | Não requer visto                         | 30 dias           | | √       |  |   |
| Síria                                         | Visto eletrônico                         |                   | | X       |  |   |
| Somália                                       | Visto na chegada                         | 30 dias           | - Disponível nos aeroportos de Bosaso, Gaalkacyo e Mogadíscio | X       |  |   |
| Sri Lanka                                     | ETA / Visto na chegada                   | 30 dias           | - Autorização Eletrônica de Viagem pode também ser obtida online na chegada. - 30 dias com extensão possível por até 6 meses. | X       |  |   |
| Sudão                                         | Requer visto                             |                   | | √       |  |   |
| Sudão do Sul                                  | Visto eletrônico                         |                   | - Solicitável online - Autorização impressa de visto deve ser apresentada no momento da viagem - Obrigatória a apresentação do Certificado Internacional de Vacinação. | X       |  |   |
| Suécia                                        | Não requer visto                         | 90 dias           | - 90 dias durante um período de 180 após a data da primeira entrada no Espaço Schengen | √       |  |   |
| Suíça                                         | Não requer visto                         | 90 dias           | - 90 dias durante um período de 180 após a data da primeira entrada no Espaço Schengen | √       |  |   |
| Suriname                                      | Não requer visto                         | 90 dias           | - Uma taxa de entrada de 25 dólares ou 25 Euros deve ser paga online antes da chegada. - Guiana e Suriname, mesmo que Estados Associados ao Mercosul, não fazem parte do acordo que permite a entrada de brasileiros em outros territórios apenas portando o RG. | √       |  |   |
| Tailândia                                     | Não requer visto                         | 3 meses           | | √       |  |   |
| Tajiquistão                                   | Não requer visto                         | 30 dias           | - Visto também disponível online. | X       |  |   |
| Tanzânia                                      | eVisa / Visto na chegada                 | 90 dias           | | X       |  |   |
| Tchéquia                                      | Não requer visto                         | 90 dias           | - 90 dias durante um período de 180 após a data da primeira entrada no Espaço Schengen | √       |  |   |
| Timor-Leste                                   | Visto na chegada                         | 30 dias           | - O visto na chegada tem o custo de 30 dólares, pagos no ato da entrada, em dinheiro vivo - O visto na chegada está disponível apenas para chegadas no Aeroporto Internacional Presidente Nicolau Lobato, em Díli | X       |  |   |
| Togo                                          | eVisa                                    | 15 dias           | | X       |  |   |
| Tonga                                         | Visto na chegada                         | 30 dias           | | X       |  |   |
| Trindade e Tobago                             | Requer visto                             |                   | | √       |  |   |
| Tunísia                                       | Não requer visto                         | 90 dias           | | √       |  |   |
| Turcomenistão                                 | Requer visto                             |                   | | √       |  |   |
| Turquia                                       | Não requer visto                         | 90 dias           | | √       |  |   |
| Tuvalu                                        | Visto na chegada                         | 30 dias           | - O visto na chegada tem o custo de 100 dólares | X       |  |   |
| Ucrânia                                       | Não requer visto                         | 90 dias           | - 90 dias dentro de qualquer período de 180 dias. - Devido ao conflito em curso, o governo brasileiro recomenda que sejam evitadas todas as viagens à Ucrânia, bem como a permanência no país. | √       |  |   |
| Uganda                                        | eVisa                                    | 3 meses           | - Determinado no ponto de entrada. - É possível solicitar o visto online. - Obrigatória a apresentação do Certificado Internacional de Vacinação. | X       |  |   |
| Uruguai                                       | Liberdade de movimento                   |                   | - Em viagens para turismo, o passaporte é dispensado desde que seja apresentada cédula de identidade emitida há menos de 10 anos e cuja fotografia ainda identifique plenamente o titular. - Brasileiros podem morar e trabalhar legalmente no Uruguai sob o acordo de imigração do Mercosul (e Países Associados) sem nenhuma exigência além de ser cidadão nato ou naturalizado há mais de 5 anos e passar por uma verificação de antecedentes. - Brasileiros podem solicitar residência permanente legal no Uruguai a qualquer momento. | √       |  |   |
| Uzbequistão                                   | Não requer visto                         | 30 dias           | | X       |  |   |
| Vanuatu                                       | Não requer visto                         | 30 dias           | | X       |  |   |
| Vaticano                                      | Não requer visto                         |                   | | √       |  |   |
| Venezuela                                     | Não requer visto                         | 90 dias           | - Em viagens para turismo, o passaporte é dispensado desde que seja apresentada cédula de identidade emitida há menos de 10 anos e cuja fotografia ainda identifique plenamente o titular. | √       |  |   |
| Vietnã                                        | eVisa                                    | 30 dias           | - Não é necessário visto por 30 dias para a ilha de Phú Quốc. | X       |  |   |
| Zâmbia                                        | eVisa / Visto na chegada                 | 30 dias           | - Também elegível para um visto universal que permite o acesso ao Zimbábue. - Obrigatória a apresentação do Certificado Internacional de Vacinação. | X       |  |   |
| Zimbábue                                      | eVisa / Visto na chegada                 | 30 dias           | - Também elegível para um visto universal que permite o acesso à Zâmbia, caso o propósito seja apenas o de turismo. | X       |  |   |

## Países não reconhecidos ou parcialmente reconhecidos
| Território                            | Condições de acesso | Notas |
| ------------------------------------- | ------------------- | --- |
| Abecásia                              | Requer visto        | |
| Chipre do Norte                       | Não requer visto    | 3 meses |
| Kosovo                                | Não requer visto    | 90 dias |
| Nova Rússia (projeto de confederação) | Área restrita       | A travessia da Ucrânia exige que o objetivo da visita seja explicado ao controle de passaporte ucraniano na saída e aqueles que tentam entrar da Rússia não podem prosseguir para a Ucrânia. |
| Ossétia do Sul                        | Não requer visto    | É necessário uma notificação 3 dias antes da chegada à Ossétia do Sul para entrar. |
| Palestina                             | Não requer visto    | Chegada à Faixa de Gaza por mar não é permitida. |
| Saara Ocidental                       |                     | Regime de visto indefinido no território controlado pelo Saara Ocidental. |
| Somalilândia                          | Visto na chegada    | 30 dias por 30 dólares, pagos na chegada. |
| Taiwan                                | Requer visto        | |
| Transnístria                          | Não requer visto    | Obrigatório registro junto à polícia para estadias acima de 24 horas. |

### Dependências e territórios autônomos
| Território | Território                             | Condições de acesso         | Notas |
| China | China                                  | China                       | China |
| --- | -------------------------------------- | --------------------------- | --- |
| Hong Kong | Hong Kong                              | Não requer visto            | 90 dias |
| Macau | Macau                                  | Não requer visto            | 90 dias |
| Dinamarca |                                        |                             | |
| Groenlândia | Groenlândia                            | Não requer visto            | |
| Ilhas Feroé | Ilhas Feroé                            | Não requer visto            | |
| Estados Unidos |                                        |                             | |
| Guam | Guam                                   | Requer visto                | |
| Ilhas Virgens Americanas | Ilhas Virgens Americanas               | Requer visto                | |
| Marianas Setentrionais | Marianas Setentrionais                 | Requer visto                | |
| Porto Rico | Porto Rico                             | Requer visto                | |
| Samoa Americana | Samoa Americana                        | Requer permissão de entrada | |
| França |                                        |                             | |
| Guadalupe | Guadalupe                              | Não requer visto            | |
| Guiana Francesa | Guiana Francesa                        | Não requer visto            | |
| Ilha de Clipperton | Ilha de Clipperton                     | Requer Autorização Especial | |
| Martinica | Martinica                              | Não requer visto            | |
| Mayotte | Mayotte                                | Não requer visto            | |
| Nova Caledônia | Nova Caledônia                         | Não requer visto            | |
| Polinésia Francesa | Polinésia Francesa                     | Não requer visto            | |
| Reunião | Reunião                                | Não requer visto            | |
| São Bartolomeu | São Bartolomeu                         | Não requer visto            | |
| São Martinho | São Martinho                           | Não requer visto            | |
| São Pedro e Miquelão | São Pedro e Miquelão                   | Não requer visto            | |
| Wallis e Futuna | Wallis e Futuna                        | Não requer visto            | |
| Noruega |                                        |                             | |
| Jan Mayen | Jan Mayen                              | Permissão requerida         | Para permanecer por menos de 24 horas, é necessária uma permissão emitida pela polícia local. Para permanência superior a 24 horas, é necessária uma autorização emitida pela polícia norueguesa. |
| Svalbard | Svalbard                               | Não requer visto            | Período de permanência ilimitado sob o Tratado de Svalbard. |
| Nova Zelândia |                                        |                             | |
| Ilhas Cook | Ilhas Cook                             | Não requer visto            | 31 dias |
| Niue | Niue                                   | Não requer visto            | 30 dias |
| Tokelau | Tokelau                                | Permit required             | |
| Países Baixos |                                        |                             | |
| Aruba | Aruba                                  | Não requer visto            | 30 dias, extensíveis por 180 dias |
| Bonaire | Bonaire                                | Não requer visto            | 3 meses |
| Curaçau | Curaçau                                | Não requer visto            | |
| Saba | Saba                                   | Não requer visto            | 3 meses |
| Santo Eustáquio | Santo Eustáquio                        | Não requer visto            | 3 meses |
| São Martinho (Países Baixos) | São Martinho (Países Baixos)           | Não requer visto            | |
| Reino Unido |                                        |                             | |
| Acrotíri e Deceleia | Acrotíri e Deceleia                    | Não requer visto            | |
| Anguila | Anguila                                | Não requer visto            | 3 meses |
| Bermuda | Bermuda                                | Não requer visto            | Até 6 meses, decidido na chegada. |
| Gibraltar | Gibraltar                              | Não requer visto            | |
| Ilhas Caimã | Ilhas Caimã                            | Não requer visto            | 6 meses |
| Ilha de Ascensão | Ilha de Ascensão                       | eVisa                       | - 3 meses dentro de qualquer período do ano |
| Ilhas Geórgia do Sul e Sandwich do Sul | Ilhas Geórgia do Sul e Sandwich do Sul | Permissão requerida         | Permissão requerida antes da chegada do Comissionário (72 horas/1 mês por 110/160 libras esterlinas).                                                                                             |
| Ilhas Malvinas | Ilhas Malvinas                         | Não requer visto            | |
| Ilhas Pitcairn | Ilhas Pitcairn                         | Não requer visto            | Não requer visto por até 14 dias e paga-se uma taxa de aterrissagem de US$35 ou uma taxa de US$5 se não for para a terra.                                                                         |
| Ilhas Turcas e Caicos | Ilhas Turcas e Caicos                  | Não requer visto            | 90 dias |
| Ilhas Virgens Britânicas | Ilhas Virgens Britânicas               | Não requer visto            | 30 dias, extensões possíveis |
| Monserrate | Monserrate                             | Não requer visto            | 6 meses |
| Santa Helena | Santa Helena                           | Visitor's Pass na chegada   | Visitor's Pass concedido na chegada válido por 4/10/21/60/90 dias por 12/14/16/20/25 libras esterlinas.                                                                                           |
| Território Britânico do Oceano Índico | Território Britânico do Oceano Índico  | Requer Autorização Especial | |
| Tristão da Cunha | Tristão da Cunha                       | Permissão requerida         | Permissão para aterrissar por 15/30 libras esterlinas (iate/navio de passageiros) para a ilha de Tristão da Cunha ou 20 libras esterlinas para Ilha Gough, Ilha Inacessível ou Ilha do Rouxinol.  |
| Antártida e ilhas adjacentes |                                        |                             | |
| Requer Autorizações Especiais para Ilha Bouvet, Território Antártico Britânico, Terras Austrais e Antárticas Francesas, Antártida Argentina, Território Antártico Australiano, Território Antártico Chileno, Ilha Heard e Ilhas McDonald, Ilha de Pedro I, Terra da Rainha Maud, Dependência de Ross. |                                        |                             | |

### Outros territórios
- Arábia Saudita. Meca e Medina - Requer acesso especial. Não-muçulmanos e aqueles que seguem o movimento religioso Ahmadi são terminantemente proibidos de entrar.
- Austrália. Ilhas Ashmore e Cartier – Necessária uma autorização especial.[332]
- Cazaquistão. Cidades fechadas - Permissão especial necessária para a cidade de Baikonur e arredores da região de Kyzylorda, e a cidade de Gvardeyskiy perto de Almati.[333]
- China. Hainan - 30 dias. Isenção de visto para cidadãos brasileiros.[334]
- China. Região Autônoma do Tibete - Permissão de viagem para o Tibete necessária (10 dólares). How to get Tibet Travel Permit[335]
- Colômbia. San Andrés e Leticia - Os visitantes que chegam ao Aeroporto Internacional Gustavo Rojas Pinilla e ao Aeroporto Internacional Alfredo Vásquez Cobo devem comprar cartões de turista na chegada.
- Coreia do Norte fora de Pyongyang - Permissão especial necessária. As pessoas não podem sair da capital, os turistas só podem sair da capital com um guia turístico governamental (sem deslocamento independente).
- Crimeia. Não é necessário visto. Território acessado sob a política de vistos da Rússia.[336]
- Curdistão iraquiano. O visto na chegada por 15 dias está disponível nos aeroportos de Erbil e Suleimânia.
- Equador.  Galápagos - Pré-registro online é necessário. O Cartão de Controle de Trânsito também deve ser obtido no aeroporto antes da partida.[337]
- Eritreia fora de Asmara - Para viajar no resto do país, é necessária uma Autorização de Viagem para Estrangeiros (20 Nakfa).[338]
- Estados Unidos. Ilhas Menores Distantes dos Estados Unidos - Permissões especiais necessárias para Atol Johnston, Atol Midway, Atol Palmyra, Ilha Baker, Ilha Howland, Ilha Jarvis, Ilha Wake e Recife Kingman.[339][340][341][342][343][344][345]
- Fiji. Província de Lau - Permissão especial necessária.[346]
- Grécia  Monte Atos - Permissão especial necessária (4 dias: 25 euros para visitantes ortodoxos, 35 euros para visitantes não ortodoxos, 18 euros para estudantes). Há uma cota de visitantes: no máximo 100 ortodoxos e 10 não ortodoxos por dia e mulheres não são permitidas.[347]
- Iêmen fora de Saná ou Aden - Permissão especial necessária para viajar para fora de Saná ou Aden.[348]
- Índia. Licença de Área Protegida (PAP) necessária para estados inteiros de Nagalândia e Siquim e partes dos estados Manipur, Arunachal Pradexe, Utaracanda, Jamu e Caxemira, Rajastão, Himachal Pradexe. Permissão de Área Restrita (RAP) necessária para todas as ilhas Andaman e Nicobar e partes de Siquim. Alguns desses requisitos são ocasionalmente suspensos por um ano.[349][350]
- Irã. Ilha Quis - Não é necessário visto.[351]
- Malásia.  Sabá e  Sarauaque - Não é necessário visto. Esses estados têm suas próprias autoridades de imigração e passaporte é necessário para viajar para eles, porém o mesmo visto se aplica.[352]
- Maldivas fora de Malé - Permissão necessária. Os turistas geralmente são proibidos de visitar ilhas que não sejam resorts sem a permissão expressa do Governo das Maldivas.[353]
- Rússia. Autorização especial necessária para várias cidades e regiões fechadas na Rússia requer autorização especial.[354]
- Sudão. Darfur - É necessária uma autorização de viagem separada.[355]
- Sudão fora de Cartum - Todos os estrangeiros que viajam mais de 25 quilômetros fora de Cartum devem obter uma autorização de viagem.
- Tajiquistão. Província Autônoma de Gorno-Badaquexão - permissão OIVR necessária (15+5 Somoni) e outra permissão especial (gratuita) é necessária para o Lago Sarez.[356]
- Turcomenistão. Cidades fechadas - Uma permissão especial, emitida antes da chegada, pelo Ministério das Relações Exteriores, é necessária para visitar os seguintes locais: Daşoguz, Hazar, Kerki, Serakhs e Serhetabat.[357]
- Venezuela. Ilha de Margarita - Não é necessário visto. Todos os visitantes têm as impressões digitais recolhidas.[358]
- Vietnã. Phú Quốc - Não é necessário visto por 30 dias.[359]
- Linha Verde (Chipre) - Permissão de acesso é necessária para viajar dentro da zona, exceto áreas de uso civil.[360]
- Zona Desmilitarizada da Coreia das Nações Unidas - Área restrita.
- Zona UNDOF das Nações Unidas e Ghajar - Área restrita.
- Os vistos para Camboja, Myanmar, Ruanda, São Tomé e Príncipe, Senegal, Sri Lanka e Turquia podem ser obtidos online.[361][362][363][364][365][366][367][368]

## Restrições mais comuns para viagens a países que não requerem visto

### Páginas em branco no passaporte
Muitos países exigem um número mínimo de páginas em branco no passaporte apresentado, normalmente uma ou duas páginas. As páginas de endosso, que geralmente aparecem após as páginas do visto, não são consideradas válidas ou disponíveis.

### Vacinação
Os países africanos de Angola, Benim, Burquina Fasso, Burundi, Camarões, Chade, Costa do Marfim, Guiné Equatorial, Gabão, Gâmbia, Gana, Guiné-Bissau, Libéria, Mali, Mauritânia, Níger, Quênia, República Centro-Africana, República Democrática do Congo, República do Congo, Ruanda, Senegal, Serra Leoa, Sudão do Sul, Togo, Uganda e Zâmbia exigem que todos os passageiros que chegam ao país com mais de nove meses a um ano tenham um Certificado Internacional de Vacinação ou Profilaxia atualizado, assim como o território sul-americano da Guiana Francesa.
Alguns outros países exigem a vacinação apenas se o passageiro vier de uma área infectada ou tiver visitado uma recentemente ou transitado por 12 horas nesses países: África do Sul, Argélia, Botsuana, Cabo Verde, Chade, Djibouti, Egito, Eritreia, Essuatíni, Etiópia, Gâmbia, Gana, Guiné, Guiné Equatorial, Lesoto, Líbia, Madagascar, Malawi, Maurícia, Mauritânia, Moçambique, Namíbia, Nigéria, Papua Nova Guiné, Seicheles, Somália, Sudão, Tunísia, Uganda, Tanzânia, Zâmbia e Zimbábue.

### Validade do passaporte
Pouquíssimos países, como o Paraguai, exigem apenas um passaporte válido na chegada.
No entanto, muitos países e grupos de países agora exigem apenas um documento de identidade – especialmente de seus vizinhos. Outros países podem ter acordos bilaterais especiais que se afastam da generalidade de suas políticas de validade de passaporte para encurtar o período de validade exigido para os cidadãos uns dos outros ou até mesmo aceitar passaportes que já expiraram (mas não foram cancelados).
Alguns países, como Japão, Irlanda e Reino Unido, exigem um passaporte válido durante todo o período da estadia pretendida.
Na ausência de acordos bilaterais específicos, os países ou territórios que exigem que os passaportes sejam válidos por pelo menos mais 6 meses aquando da chegada incluem Afeganistão, Anguila, Arábia Saudita, Argélia, Bahrein, Butão, Botsuana, Brunei, Camboja, Camarões, Cabo Verde, Catar, Chade, Comores, Costa Rica, Costa do Marfim, Curaçao, Emirados Árabes Unidos, Egito, El Salvador, Equador, Filipinas, Guiné Equatorial, Fiji, Gabão, Guiné Bissau, Guiana, Haiti, Ilhas Cayman, Ilhas Marshall, Ilhas Salomão, Ilhas Virgens Britânicas, Índia, Indonésia, Irã, Iraque, Israel, Jordânia, Kiribati, Kuwait, Laos, Madagascar, Malásia, Mongólia, Mianmar, Namíbia, Nepal, Nicarágua, Nigéria, Omã, Palau, Papua Nova Guiné, Peru, Quênia, República Centro-Africana, Ruanda, Samoa, Singapura, Somália, Sri Lanka, Sudão, Suriname, Tanzânia, Tailândia, Timor-Leste, Tokelau, Tonga, Turquia, Tuvalu, Uganda, Vanuatu, Venezuela e Vietnã.
Os países que exigem passaportes válidos por pelo menos 4 meses na chegada incluem Micronésia e Zâmbia.
Os países que exigem passaportes com validade de pelo menos 3 meses além da data prevista de partida incluem Azerbaijão, Bósnia e Herzegovina, Honduras, Montenegro, Nauru, Moldávia e Nova Zelândia. Da mesma forma, os países do EEE: Islândia, Liechtenstein, Noruega, todos os países da União Europeia (exceto Irlanda), juntamente com a Suíça, também exigem 3 meses de validade além da data prevista de partida do portador, a menos que o portador seja cidadão do EEE ou da Suíça.
Os países que exigem passaportes válidos por pelo menos 3 meses na chegada incluem Albânia, Macedônia do Norte, Panamá e Senegal.
As Bermudas exigem que os passaportes sejam válidos por pelo menos 45 dias na entrada.
Os países e territórios que exigem passaportes com validade de pelo menos um mês além da data prevista de partida incluem África do Sul, Eritreia, Hong Kong, Líbano, Macau, Maldivas.

#### Idade máxima do passaporte
Os países do Espaço Schengen exigem que os passaportes de países não pertencentes à UE tenham menos de 10 anos na entrada. Vários titulares de passaportes britânicos, que até setembro de 2018 podiam ser emitidos com um período de validade de até 10 anos e nove meses se o passaporte anterior não estivesse vencido, não puderam viajar para a UE após o Brexit devido a essa restrição.

### Antecedentes criminais
Alguns países, incluindo Austrália, Canadá, Fiji, Nova Zelândia e Estados Unidos, barram rotineiramente a entrada de estrangeiros com antecedentes criminais, enquanto outros impõem restrições dependendo do tipo de condenação e da duração da pena.

### Persona non grata
O governo de um país pode declarar um diplomata Persona non grata, proibindo-o de entrar no país ou expulsando-o caso já tenha entrado. Em situações não diplomáticas, as autoridades de um país também podem declarar um estrangeiro persona non grata permanente ou temporariamente, geralmente devido a atividades ilegais.
O Azerbaijão declara como persona non grata pessoas que apresentem em seus passaportes vestígios de visita ao antigo estado de Artsaque sem o seu consentimento.

### Carimbos de Israel
Kuwait, Líbano, Líbia, e Iêmen não permitem a entrada de pessoas com carimbos de passaporte de Israel ou cujos passaportes tenham um visto israelense, usado ou não, ou quando houver evidências de viagens anteriores a Israel, como carimbos de entrada ou saída de postos de fronteira vizinhos em países de trânsito como Jordânia e Egito.
Para contornar o boicote da Liga Árabe a Israel, os serviços de imigração israelenses praticamente deixaram de carimbar passaportes de estrangeiros na entrada ou saída de Israel (a menos que a entrada seja para fins profissionais). Desde 15 de janeiro de 2013, Israel não carimba mais passaportes estrangeiros no Aeroporto Internacional Ben Gurion. Os passaportes ainda são carimbados (desde 22 de junho de 2017) em Erez ao entrar e sair de Gaza.
O Irã recusa a admissão de portadores de passaportes que contenham visto ou carimbo israelense com menos de 12 meses.

### Biometria
Vários países exigem que todos os viajantes, ou todos os viajantes estrangeiros, sejam submetidos à coleta de impressões digitais na chegada e barram ou até mesmo prendem os viajantes que se recusam a ceder sua biometria. Em alguns países, como os Estados Unidos, isso pode se aplicar até mesmo a passageiros em trânsito que desejam apenas fazer uma escala em vez de desembarcar.
Os países/regiões que realizam a coleta de impressões digitais incluem Afeganistão, Arábia Saudita, Argentina, Brunei, Camboja, China, Coreia do Sul, Emirados Árabes Unidos, Estados Unidos, Etiópia, Gana, Guiné, Índia, Japão, Malásia (na entrada e na saída), Mongólia, Quênia (impressões digitais e uma foto são tiradas), Singapura, Taiwan, Tailândia, Uganda.
Muitos países também exigem que seja tirada uma foto das pessoas que entram no país. Os Estados Unidos, que não implementam integralmente as formalidades de controle de saída em suas fronteiras terrestres (embora isso seja exigido há muito tempo por sua própria legislação), pretendem implementar o reconhecimento facial para passageiros que partem de aeroportos internacionais para identificar pessoas que ultrapassaram o prazo de validade do visto.
Juntamente com o reconhecimento de impressão digital e facial, a digitalização da íris é uma das três tecnologias de identificação biométrica padronizadas internacionalmente desde 2006 pela Organização da Aviação Civil Internacional (OACI) para uso em passaportes eletrônicos e os Emirados Árabes Unidos realizam a digitalização da íris em visitantes que precisam solicitar um visto. O Departamento de Segurança Interna dos Estados Unidos anunciou planos para aumentar significativamente os dados biométricos coletados nas fronteiras dos EUA. Em 2018, Singapura iniciou testes de digitalização da íris em três postos de controle de imigração terrestre e marítima.